# Янжулівська сільська рада
Янжулівська сільська́ ра́да — адміністративно-територіальна одиниця та орган місцевого самоврядування в Семенівському районі Чернігівської області. Адміністративний центр — село Янжулівка.

## Загальні відомості
Жовтнева сільська рада утворена у 1918 році.
- Територія ради: 31,63 км²
- Населення ради: 392 особи (станом на 2001 рік)

## Населені пункти
Сільській раді підпорядковані населені пункти:
- с. Янжулівка
- с. Покровське

## Склад ради
Рада складається з 12 депутатів та голови.
- Голова ради:
- Секретар ради: Шумило Тетяна Миколаївна

### Керівний склад попередніх скликань
| Прізвище, ім'я, по батькові         | Основні відомості                                                                          | Дата обрання | Дата звільнення |
| ----------------------------------- | ------------------------------------------------------------------------------------------ | ------------ | --------------- |
| Самойленко Олена Іванівна           | Сільський голова, 1968 року народження, член Всеукраїнського об'єднання «Батьківщина»      | 26.03.2006   | 31.10.2010      |
| Самойленко Роман Володимирович      | Сільський голова, 1980 року народження, освіта вища, член політичної партії «Наша Україна» | 31.10.2010   | 09.10.2012      |
| Купрейченко Олександр Олександрович | Сільський голова, 1987 року народження, освіта середня загальна, безпартійний              | 02.06.2013   | 20.10.2014      |

Примітка: таблиця складена за даними сайту Верховної Ради України

### Депутати
За результатами місцевих виборів 2010 року депутатами ради стали:

#### За суб'єктами висування
| Суб'єкт висування                 | Кількість обраних депутатів | %    |
| --------------------------------- | --------------------------- | ---- |
| Партія регіонів                   | 6                           | 50   |
| Народна партія                    | 2                           | 16,7 |
| Комуністична партія України       | 1                           | 8,3  |
| Політична партія «Наша Україна»   | 1                           | 8,3  |
| Політична партія «Сильна Україна» | 1                           | 8,3  |
| Самовисування                     | 1                           | 8,3  |

#### За округами
| № округу                          | Прізвище, ім'я, по батькові       | Дата визнання обраним | Освіта  | Партійна приналежність                | Відомості про обраного депутата              |
| --------------------------------- | --------------------------------- | --------------------- | ------- | ------------------------------------- | -------------------------------------------- |
| Комуністична партія України       |                                   |                       |         |                                       |                                              |
| 6                                 | Цирулік Валентина Анатоліївна     | 01.11.2010            | вища    | член Комуністичної партії України     | тимчасово не працює                          |
| Народна Партія                    |                                   |                       |         |                                       |                                              |
| 4                                 | Шумило Тетяна Миколаївна          | 01.11.2010            | середня | позапартійна                          | Жовтнева сільська рада, секрет ар            |
| 8                                 | Гребеннік Ганна Сергіївна         | 01.11.2010            | середня | позапартійна                          | комунальне підприємство «Жовтневе», керівник |
| Партія регіонів                   |                                   |                       |         |                                       |                                              |
| 1                                 | Рибак Людмила Миколаївна          | 01.11.2010            | середня | член Партії регіонів                  | асоціація «Янжуловка», кухар                 |
| 5                                 | Глум Оксана Іванівна              | 01.11.2010            | середня | член Партії регіонів                  | асоціація "Янжуловка, заступник Президента   |
| 7                                 | Хромець Ольга Григорівна          | 01.11.2010            | середня | позапартійна                          | асоціація "Янжуловка, завідувачка ферми      |
| 9                                 | Солодовник Катерина Олександрівна | 01.11.2010            | середня | член Партії регіонів                  | магазин ПП «Сухобок», продавець              |
| 10                                | Волк Валерій Львович              | 01.11.2010            | середня | член Партії регіонів                  | Жовтнева загальноосвітня школа, вчитель      |
| 12                                | Кириєнко Сергій Григорович        | 01.11.2010            | середня | позапартійний                         | село Жовтневе, підприємець                   |
| Політична партія «Наша Україна»   |                                   |                       |         |                                       |                                              |
| 2                                 | Жмурко Марія Григорівна           | 01.11.2010            | вища    | член Політичної партії «Наша Україна» | філіал бібліотеки № 15, бібліотекар          |
| Політична партія «Сильна Україна» |                                   |                       |         |                                       |                                              |
| 3                                 | Дюба Оксана Іванівна              | 01.11.2010            | середня | позапартійна                          | магазин ПП «Кириєнко», продавець             |
| Самовисування                     |                                   |                       |         |                                       |                                              |
| 11                                | Мирошник Микола Михайлович        | 01.11.2010            | вища    | член Народної партії                  | асоціація "Янжуловка, президент              |